# Карроу Роуд
Ка́рроу Ро́уд (англ. Carrow Road) — футбольный стадион в Норидже, графство Норфолк, Англия. Является домашним стадионом местного клуба «Норвич Сити». Вмещает более 27 тысяч зрителей.
Был построен в 1935 году из-за нехватки мест на «Розари Роуд».
Первый матч на стадионе был сыгран 31 августа 1935 года (против «Вест Хэм Юнайтед»). Тогда на стадионе был аншлаг (около 30000 человек); «Норвич Сити» выиграл со счётом 4:3.